# Лавовска област
Лавовска област (укр. Львівська область) позната и као Лавовшчина (укр. Львівщина), област је која се налази у западном делу Украјине. Административни центар области је град Лавов.

## Историја
Лавовска област је формирана 4. децембра 1939. године као део Украјинске Совјетске Социјалистичке Републике. Њен стратешки положај у срцу средње Европе је проузроковало да се ова територија налази у саставу многих држава које су кроз историју стварале државе на тим просторима. Власт се смењивала од Великоморавске кнежевине, преко Кијевске Русије и заједнице Пољске и Литваније, до Аустроугарске и Пољске, чија је ова територија била све до 1939. године.
Ова област је постала део Совјетског Савеза по споразуму Рибентроп-Молотов. Због историјских околности које су се дешавале на овим просторима, ова област је била једна од најмање русификованих у Украјини, и велики део Хабзбуршког наслеђа је још увек видљиво.

## Географија
Територија Лавовске области је географски веома разноврсна. На југу се простиру Бескидски планински ланци, чији је највиши врх Пикуј (1408 метара). Северно се пружају реке Дњестар и Сан, и њихове котлине. У центру области се налазе планинске области богате сумпором. Ова област је прекривена густим шумама, а у одређеним деловима су веће површине обрадиве земље.

## Административна подела
Лавовска област је подељена на двадесет рејона и девет градова, који су у директној надлежности обласне власти.
1. Бродивски рејон
2. Буски рејон
3. Дрохобицки рејон
4. Городицки рејон
5. Камјанка-Бузки рејон
6. Мостиски рејон
7. Миколајивски рејон
8. Перемишлијан рејон
9. Пустомитвиски рејонски
10. Радекивиски рејон
11. Самбирски рејон
12. Сколивски рејон
13. Сокалски рејон
14. Старосамбирски рејон
15. Стириски рејон
16. Туркивиски рејон
17. Јавориски рејон
18. Жовкивски рејон
19. Жидачивски рејон
20. Золочивски рејон

## Становништво
Однос између броја мушкараца и жена је 48 према 52. Па националности 94,8 посто популације су Украјинци, 3,6% су Руси, а Пољаци чине 0,7% становништва.
| Националност | 1989. | 2001. | Матерњи језик    | 1989. | 2001. |
| Украјинци    | 90,4% | 94,8% | Украјински језик | 90,1% | 95,3% |
| Руси         | 7,2%  | 3,6%  | Руски језик      | 8,8%  | 3,8%  |
| Пољаци       | 1,0%  | 0,7%  | остали језици    | 1,1%  | 0,9%  |
| Јевреји      | 0,4%  | 0,2%  |                  |       |       |
| Белоруси     | 0,5%  | 0,1%  |                  |       |       |